# Bajandalaj járás
Bajandalaj járás (mongol nyelven: Баяндалай сум) Mongólia Dél-Góbi tartományának egyik járása. Területe kb. 10 750 km². Népessége 2316 fő (2009), 2090 fő (2020).
Székhelye, Dalaj (Далай) 86 km-re fekszik Dalandzadgad tartományi székhelytől.